# Lo Sportivo.sm
lo Sportivo.sm - Il primo e unico quotidiano sammarinese dedicato al tuo sport, noto semplicemente come lo Sportivo.sm, è l'unico quotidiano sportivo sammarinese.
Nato il 21 maggio 2007, è composto da 16 pagine dedicate completamente allo sport della piccola Repubblica sul Titano. Ideatore e direttore del progetto è Alan Gasperoni, che ha coinvolto anche altri giovani sammarinesi tra cui Samuele Guiducci, Alen Bollini (voce di StudioSport) e Roberto Chiesa. Il giornale nasce a Montegiardino, la sede della casa editrice produttrice del quotidiano SportAgency.sm è a Murata (San Marino).

Il 6 agosto 2017 ha sospeso le pubblicazioni.